# Lista över CLI-programspråk
CLI-programsspråk är programspråk som används till att producera program och bibliotek som följer standarden Common Language Infrastructure. Med några undantag så kan nästan alla CLI-språk kompileras till Common Intermediate Language (CIL), ett assemblyspråk som kan exekveras på implementationer av Common Language Infrastructure. Bland dessa Common Language Runtime, Mono och Portable.NET.
CIL-koden konverteras vanligtvis till maskinkod under körningen (så kallad JIT-kompilering), men kan också väljas att konverteras innan körningen.

## CLI-programspråk

### Vanliga CLI-programspråk
- C#
- C++/CLI
- F#
- J#
- JScript.NET
- IronPython
- IronRuby
- Managed C++
- Managed JScript
- VB.NET
- Windows PowerShell
- Oxygene (tidigare Chrome)
- Lexico
- Phalanger (PHP-kompilator)

### Andra
- Delphi.NET
- LOLCODE.NET | locode